# Caio Júlio Julo (cônsul em 489 a.C.)
Caio Júlio Julo (em latim: Gaius Julius Iullo) foi um político da gente Júlia nos primeiros anos da República Romana eleito cônsul em 489 a.C. juntamente com Públio Pinário Mamercino Rufo, um ano antes de Cneu Márcio Coriolano liderar os volscos contra Roma.
Foi pai de Caio Júlio Julo, cônsul em 482 a.C.

## História
Os dois cônsules foram levados a acreditar que os volscos estavam planejando atacar Roma enquanto eles estavam nos Jogos Romanos. Eles convenceram os senadores a expulsarem da cidade todos os volscos, o que aumentou ainda mais o ressentimento contra os romanos.
No final, ainda durante seu mandato, os volscos, comandados por Átio Túlio e Coriolano, declararam guerra a Roma, deixando aos dois o trabalho de recrutarem um exército que seria comandado pelos cônsules do ano seguinte.